# Километро Уно Кар. Акајукан Коазакоалкос (Олута)
Километро Уно Кар. Акајукан Коазакоалкос (шп. Kilómetro Uno Carr. Acayucan Coatzacoalcos) насеље је у Мексику у савезној држави Веракруз у општини Олута. Насеље се налази на надморској висини од 70 м.

## Становништво
Према подацима из 2005. године у насељу је живело 9 становника.

### Хронологија
| Година       | 2000 | 2005 |
| ------------ | ---- | ---- |
| Становништво | 15   | 9    |

### Попис
| # | Индикатор                        | Вредност |
| - | -------------------------------- | -------- |
| 1 | Укупно појединачних домаћинстава | 1        |